# Seznam lovskih letal druge svetovne vojne
Seznam najpomembnejših lovskih letal iz obdobja med svetovnima vojnama in druge svetovne vojne.

## A
- Armstrong Whitworth Atlas (Združeno kraljestvo)
- Armstrong Whitworth A.W.14 Starling (Združeno kraljestvo)
- Armstrong Whitworth A.W.16 (Združeno kraljestvo)
- Armstrong Whitworth A.W.35 Scimitar (Združeno kraljestvo)
- Armstrong Whitworth Siskin (Združeno kraljestvo)

## B
- Bell P-39 Airacobra (ZDA)
- Bell P-63 Kingcobra (ZDA)
- Bloch M.B. 151 (Francija)
- Bloch M.B. 152 (Francija)
- Boeing F4B (ZDA)
- Boeing FB (ZDA)
- Boeing P-12 (ZDA)
- Boeing P-26 Peashooter (ZDA)
- Boeing PW-9 (ZDA)
- Boulton Paul Defiant (Združeno kraljestvo)
- Brewster F2A Buffalo (ZDA)
- Bristol Beaufighter (Združeno kraljestvo)
- Bristol Bulldog (Združeno kraljestvo)

## C
- Commonwealth Boomerang (Avstralija)
- Curtiss F11C Hawk (ZDA)
- Curtiss F6C Hawk (ZDA)
- Curtiss Hawk 75 (ZDA)
- Curtiss P-1 Hawk (ZDA)
- Curtiss P-6 Hawk (ZDA)
- Curtiss P-36 (ZDA)
- Curtiss P-40 Warhawk (ZDA)

## D
- de Havilland D.H. 103 Hornet (Združeno kraljestvo)
- de Havilland Mosquito (Združeno kraljestvo)
- Dewoitine D.500 (Francija)
- Dewoitine D.510 (Francija)
- Dewoitine D.520 (Francija)
- Dornier Do 335 Pfeil (Tretji rajh)

## F
- Fairey Firefly (Združeno kraljestvo)
- Fiat CR-32 Falco (Italija)
- Fiat CR.42 Falco (Italija)
- Fiat G.50 Freccia (Italija)
- Fiat G.55 Centauro (Italija)
- Focke-Wulf Fw 190A/F/G (Tretji rajh)
- Focke-Wulf Fw 190D, Tank Ta 152 (Tretji rajh)
- Focke-Wulf Ta 152H (Tretji rajh)
- Fokker D.XXI (Nizozemska)

## G
- Gloster F.5/34 (Združeno kraljestvo)
- Gloster F.9/37 (Združeno kraljestvo)
- Gloster G-40 (Združeno kraljestvo)
- Gloster Gladiator (Združeno kraljestvo)
- Gloster Meteor (Združeno kraljestvo)
- Grumman F4F Wildcat (ZDA)
- Grumman F6F Hellcat (ZDA)

## H
- Havilland DH 82A (Združeno kraljestvo)
- Hawker Fury Mk I (Združeno kraljestvo)
- Hawker Fury Mk II (Združeno kraljestvo)
- Hawker Hurricane (Združeno kraljestvo)
- Hawker Sea Fury (Združeno kraljestvo)
- Hawker Tempest (Združeno kraljestvo)
- Hawker Typhoon (Združeno kraljestvo)
- Heinkel He 112 (Tretji rajh)
- Heinkel He 162 Salamander (Tretji rajh)

### I
- Ikarus IK-2 (Kraljevina Jugoslavija)

## J
- Jakovljev Jak-1 (ZSSR)
- Jakovljev Jak-3 (ZSSR)
- Jakovljev Jak-7 (ZSSR)
- Jakovljev Jak-9 (ZSSR)

## K
- Kawanishi N1K1 Shiden (Japonska)
- Kawasaki Ki-45 Toryu (Japonska)
- Kawasaki Ki-61 Hien (Japonska)
- Kawasaki Ki-100 (Japonska)
- Kyushu J7W1 Shinden (Japonska)

## L
- Lavočkin La-5 (ZSSR)
- Lavočkin La-7 (ZSSR)
- Lavočkin-Gorbunov-Gudkov LaGG-1 (ZSSR)
- Lavočkin-Gorbunov-Gudkov LaGG-3 (ZSSR)
- Lockheed P-38 Lightning (ZDA)

## M
- Macchi C.200 Saetta (Italija)
- Macchi C.202 Folgore (Italija)
- Macchi C.205 Veltro/C.205N Orione (Italija)
- Messerschmitt Bf 109 (Tretji rajh)
- Messerschmitt Bf 110 (Tretji rajh)
- Messerschmitt 163 Komet (Tretji rajh)
- Messerschmitt Me 210 (Tretji rajh)
- Messerschmitt Me 410 Hornisse (Tretji rajh)
- Messerschmitt Me 262 Schwalbe (Tretji rajh)
- Mikojan-Gurevič MiG-1 (ZSSR)
- Mikojan-Gurevič MiG-3 (ZSSR)
- Mitsubishi A5M Claude (Japonska)
- Mitsubishi A6M Zero (Japonska)
- Mitsubishi J2M Raiden (Japonska)
- Morane-Saulnier M.S.406 (Francija)

## N
- Nakajima Ki-27 (Japonska)
- Nakajima Ki-43 Hayabusa (Japonska)
- Nakajima Ki-44 Shoki (Japonska)
- Nakajima Ki-84 Hayate (Japonska)
- North American P-51 Mustang (ZDA)

## P
- Polikarpov I-15 (ZSSR)
- Polikarpov I-153 (ZSSR)
- Polikarpov I-16 (ZSSR)
- Potez 63 (Francija)
- PZL P.11 (Poljska)

## R
- Reggiane Re 2000/2002 Falco (Italija)
- Reggiane Re.2005 Sagittario (Italija)
- Republic P-47 Thunderbolt (ZDA)
- Rogožarski IK-3 (Kraljevina Jugoslavija)

## S
- Supermarine Seafire (Združeno kraljestvo)
- Supermarine Spiteful (Združeno kraljestvo)
- Supermarine Spitfire (Združeno kraljestvo)

## V
- Vought F4U Corsair (ZDA)